# Gwynne Herbert
Gwynne Herbert foi uma atriz britânica de teatro e cinema.

## Filmografia selecionada
- The Firm of Girdlestone (1915)
- The Shulamite (1915)
- Annie Laurie (1916)
- The Manxman (1917)
- A Fortune at Stake (1918)
- Possession (1919)
- The Kinsman (1919)
- The Forest on the Hill (1919)
- Alf's Button (1920)
- John Forrest Finds Himself (1920)
- The Narrow Valley (1921)
- The Lunatic at Large (1921)
- Mr. Justice Raffles (1921)
- Mist in the Valley (1923)
- The World of Wonderful Reality (1924)